# Svenska Akademiens pris till framstående författare av barn- och ungdomslitteratur

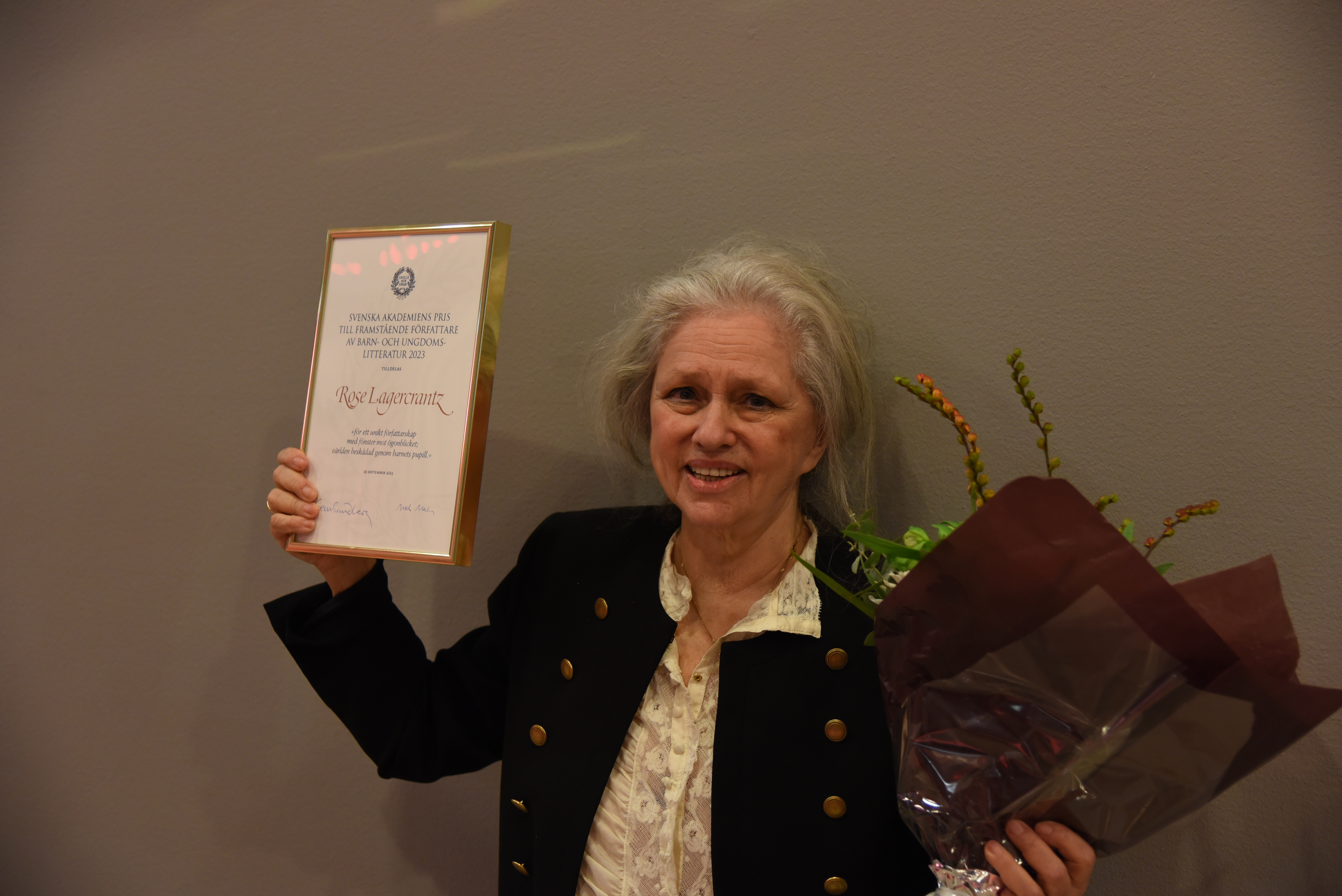
Rose Lagercrantz vid mottagandet av Svenska Akademiens pris till framstående författare av barn- och ungdomslitteratur på Bokmässan i Göteborg 2023.

Svenska Akademiens pris till framstående författare av barn- och ungdomslitteratur instiftades av Svenska Akademien år 2021. Priset tilldelas författare av barn- eller ungdomslitteratur. Sedan 2023 delas priset ut vartannat år och prisbeloppet är 150 000 kronor.

## Pristagare
- 2021 – Frida Nilsson[2]
- 2022 – Irmelin Sandman Lilius[3]
- 2023 – Rose Lagercrantz[4]